# Поли, Тед
Тед Поли (ивр. טד פולי‎; англ. Ted Poley; род. 5 января 1959 года, Энглвуд, штат Нью-Джерси, США) — американский музыкант, наиболее известный как вокалист хард-рок-группы Danger Danger. Ранее участвовал в Prophet в качестве барабанщика/вокалиста.

## Биография
Теодор Харрис «Тед» Поли родился 5 января 1959 года в Энглвуде, штат Нью-Джерси, в еврейской семье. Родители Теда были юристами. Был единственным ребёнком в семье.
В детстве увлекался бейсболом и собирал коллекцию карточек. Вместе с тем он представлял себя музыкантом, бив по подушкам барабанными палочками. В конце концов Поли продал коллекцию бейсбольных карточек и приобрёл ударную установку. В возрасте 18 лет Тед пережил тяжёлое расставание. После этого он начал заниматься пением и вскоре обнаружил в себе вокальные способности.
Вместе с школьными друзьями, гитаристом Кеном Дабманом и басистом Джо Слэттери, Тед Поли сформировал группу Lush.
В марте 1983 года, по приглашению Дабмана, Тед присоединился к хард-рок-группе Prophet. Вместе с ним также пришёл Дин Фазано.
В 1985 году группа выпустила свой первый альбом. Хотя Фазано номинально и был вокалистом, но разделял партии с Поли.
В 1987 году, во время саундчека на концерте в Бруклине, басист Бруно Равель предложил Теду присоединиться к своей группе Danger Danger. После записи нескольких демо-треков с ними, Поли покинул Prophet.
Во время пребывания в Danger Danger Тед Поли добился большого успеха, выпустив два альбома, а также гастролируя с такими группами, как Kiss, Элисом Купером и другими.
В 1993 году, во время записи третьего альбома «Cockroach» Поли внезапно был уволен. Вскоре его заменил уроженец Канады Пол Лейн. Группа планировала выпустить альбом с новым вокалистом, но Тед успешно подал в суд, и до августа 2001 года «Cockroach» оставался неизданным. После достижения соглашения с Epic Records альбом был выпущен, как двойной: на первом диске присутствует вокал Лейна, а на втором — Поли.
Вскоре после увольнения Тед Поли сформировал Bone Machine с гитаристом Джоном Алленом-третьим. Через год был выпущен «Dogs».
В 1995 году группа гастролировала по Великобритании и выпустила концертный альбом «Search and Destroy».
В 1996 году был выпущен второй и последний альбом «Disappearing, Inc.». На обложке изображён теракт 11 сентября 2001 года.
В 2000 году Поли присоединился к группе Melodica с гитаристом Герхардом Пиклером. Как группа они выпустили несколько альбомов: среди них «USAcoustica» и «Lovemetal». За это время Поли вернулся в США и выступил впервые за семь лет.
В 2002 году сольная группа Поли Poley/Pichler выпустила альбом «Big». В этом альбоме участвовали коллеги Поли Герхард Пиклер, бас-гитарист Джо Слэттери (ex-Lush, AOR Norway), а также коллега Слэттери — барабанщик Марти Брасингтон.

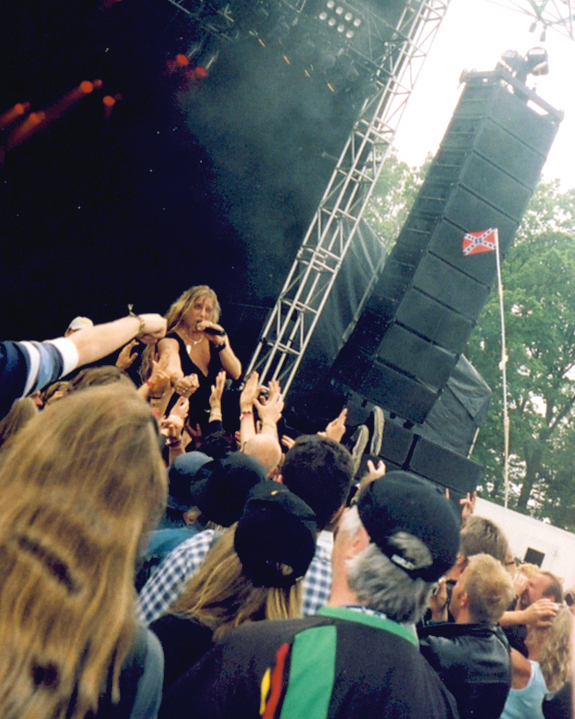
Поли выступает с Danger Danger в 12 июня 2004 году.

В начале 2004 году Тед вернулся в Danger Danger, в которой гастролирует до сих пор. Также выступает, как сольный исполнитель.
В 2016 году вместе с гитаристом Trixter Стивом Брауном он сформировал Tokyo Motor Fist.

## Личная жизнь
В 18 лет Поли состоял в коротких отношениях. Эти переживания отражены в песне «Afraid of Love». Единственный брак Теда был с Рэйчел. Детей у него нет.

## Дискография

### Prophet
- Prophet (1985)

### Danger Danger
- Danger Danger (1989)
- Down And Dirty Live (1990)
- Screw It! (1991)
- Cockroach (2001)
- Revolve (2009)

### Bone Machine
- Dogs (1994)
- Search and Destroy (Live, 1995)
- Live in the UK (VHS & VCD, 1996)
- Disappearing, Inc. (1996)

### Melodica
- Long Way From Home (2000)
- USAcoustica (2001)
- Lovemetal (2001)
- Livemetal (Live, 2002)
- Live in Springfield

### Poley/Pichler
- Big (2002)

### Сольный исполнитель
- Collateral Damage (2006)
- Smile (2007)
- Greatestits Vol.1 (2009)
- Greatest Hits — Volume 2 (2014)
- Beyond the Fade (2016)
- Modern Art (with Degreed) (2018)[4]

### Pleasure Dome
- For Your Personal Amusement (2008)

### Poley/Rivera
- Only Human (2008)

### Tokyo Motor Fist
- Tokyo Motor Fist (2017)[5]
- Lions (2020)